# Christina Zachariadou
Christina Zachariadou (Grieks: Χριστίνα Ζαχαριάδου) (Athene, 28 augustus 1974) is een tennisspeelster uit Griekenland.

## Carrière
Zij begon op negenjarige leeftijd met het spelen van tennis. Tussen 1990 en 2004 speelde zij 53 partijen op de Fed Cup voor Griekenland. Zij nam driemaal voor Griekenland deel aan de Olympische zomerspelen op het damesdubbelspeltoernooi: die van 1992 in Barcelona, die van 1996 in Atlanta, en die van 2004 in Athene.